# 행정벌
행정벌(行政罰)이란 행정법 상의 의무위반에 대하여 일반통치권에 근거하여 과하는 제재로서의 처벌이다. 행정벌은 행정의 실효성 확보수단 중 하나이다.

## 판례
- 행정법상의 질서벌인 과태료를 납부한 후에 형사처벌을 한다 하여 일사부재리의 원칙에 반하는 것이라고 할 수 없다[1].

- 고용한 종업원 등이 업무에 관하여 범죄행위를 하였다는 이유만으로 법인에 대하여 형사처벌을 과하고 있는바, 이는 다른 사람의 범죄에 대하여 그 책임 유무를 묻지 않고 형벌을 부과함으로써 법치국가의 원리 및 죄형법정주의로부터 도출되는 책임주의원칙에 반하여 헌법에 위반된다[2].

- 질서위반행위규제법은 과태료의 부과대상인 질서위반행위에 대하여도 책임주의 원칙을 채택하여 제7조에서 “고의 또는 과실이 없는 질서위반행위는 과태료를 부과하지 아니한다.”고 규정하고 있으므로, 질서위반행위를 한 자가 자신의 책임 없는 사유로 위반행위에 이르렀다고 주장하는 경우 법원으로서는 그 내용을 살펴 행위자에게 고의나 과실이 있는지를 따져보아야 한다.[3]

## 종류
- 행정형벌: 형법상 규정되어 있는 벌(무기,금고,징역등)이 가해지는 행정벌
- 행정질서벌: 과태료의 벌칙이 부과되는 제재이다.

## 참고 문헌
- 김철용, 행정법, 고시계사, 2013. ISBN 9788958224174

## 같이 보기
- 통고처분